# San Pancrazio (församling)
San Pancrazio är en församling i Roms stift.
Till församlingen San Pancrazio hör följande kyrkobyggnader och kapell:
- San Pancrazio
- Santa Maria della Consolazione a Piazza Ottavilla
- Cappella di Santa Giuliana Falconieri